# اتاق جوبی
اتاق جوبی (پرتغالی: Quarto do Jobi) یک مجموعه تلویزیونی پویانمایی برزیلی است که توسط  آندرس لیبان و کلودیا کی. برایتمن برای شبکه تی‌وی را تیم بوم در ۶ مارس ۲۰۰۹ ساخته شده‌است.

## خلاصه داستان
کارتون درباره ماجراهای پسری به نام جوبی است که در اتاقش با قورباغه اش به نام اسکار زندگی می‌کند.

## شخصیت‌ها
- جوبی (صداگذاری شده توسط: ماتئوس پریسه) یک پسر ۹ ساله. او عملا شیطون و تنبل است. او پوست سفید و موی سیاه دارد. او کفش‌های بنفش، یک پیراهن بنفش و یک شورت سبزآبی تیره می پوشد.
- اسکار (صداگذاری شده توسط: گیلرمه بریگز) یک قورباغه خانگی سخنگو جوبی. او عینک می پوشد.